# Jan Nepomuk Rais
Jan Nepomuk Rais (23. května 1803 Krchleby –⁠ 24. prosince 1883 Hradec Králové) byl katolický kněz královéhradecké diecéze, mj. děkan kapituly katedrály sv. Ducha v Hradci Králové.

## Život
Po vysvěcení na kněze dne 9. dubna 1827 15 let (1827–1842) působil jako kaplan v Kopidlně. Tam byl „odchovancem“ místního faráře, kněze a buditele Františka Aloise Vacka (1779–1854).
Roku 1840 přesídlil do Hradce Králové, kde působil jako kněz. V roce 1842 se stal suplujícím profesorem biblických studií Starého zákona a spirituálem biskupského semináře v Hradci Králové. V letech 1848–1849 byl rektorem tohoto vzdělávacího ústavu. V roce 1848/1849 se stal v pořadí 78. kanovníkem katedrální kapituly sv. Ducha v Hradci Králové. V roce 1859 se stal kapitulním děkanem katedrální kapituly (pozici zastával až do smrti roku 1883). Roku 1865 získal ve Vídni čestný doktorský titul ThDr. h.c. V letech 1866–1883 zastával pozici generálního vikáře královéhradecké diecéze. Roku 1871 jej papež Pius IX. jmenoval osobním prelátem. Dne 9. dubna 1872 oslavil 50 let od kněžského vysvěcení. Byl tzv. infulovaným děkanem, tj. s právem nosit mitru a berlu.
Byl také předsedou manželského a církevního soudu, synodalním examinatorem, kandidátem doktorátu v bohosloví, prodirektorem bohosloveckého ústavu (semináře), na němž učil, a předsedou biskupské konzistoře, která měla v královéhradecké diecézi na starosti školství. Raisovo postavení dokumentuje mj. také to, že dne 26. listopadu 1867 žehnal prostory tehdy nově vzniklé královéhradecké nemocnice. Přispíval také na stravování chudých studujících.
Dne 27. března 1877 byl za 37 let působení ve městě jmenován čestným občanem Hradce Králové. Byl také oceněn čestným občanstvím v rodných Krchlebech a Kopidlně, kde zahajoval své kněžské působení. Byl členem několika vlastivědných spolků. Pro skromnost byl oblíbený mezi lidmi.
Zemřel během vánočních mší dne 24. prosince 1883. (Někdy bývá nesprávně uváděno, že zemřel až v roce 1885.) Rok 1883 nicméně dokládá dobový tisk i výroční zpráva královéhradeckého gymnázia. Pohřební průvod vyšel z biskupské rezidence dne 28. prosince 1883 v 9 hodin a vedl na hřbitov v Pouchově, kde byl Rais pohřben.